# Serpent Sermon
Serpent Sermon ist das zwölfte Studioalbum der schwedischen Black-Metal-Band Marduk und das erste der Band, das über Century Media erschien.

## Entstehung
Am 28. März 2011 kündigte die Band an, ihre EP Iron Dawn aufgenommen zu haben, deren Lieder vom Konzept für das folgende Album abweichen. Am 1. Juli folgte die Ankündigung, nach der Herbstnebel-Tournee mit den Aufnahmen für das kommende Album zu beginnen; auf die geplanten Aufnahmen im Endarker-Studio wurde am 21. Oktober 2011 erneut hingewiesen. Am 3. November kündigte die Band an, bei Century Media unterschrieben zu haben, wies erneut auf die geplanten Aufnahmen hin und kündigte die Veröffentlichung für den Frühling 2012 an; die Ankündigungen wurden am 2. Dezember wiederholt, am 29. Dezember folgte die Meldung, dass die Band nun mit den Aufnahmen im Endarker-Studio begonnen habe; am Folgetag wurde angekündigt, dass der Veröffentlichung eine „massive Tourneekampagne“ folgen werde.
Am 6. Februar 2012 kündigte die Band den Titel des Albums an, die Titelliste und weitere Informationen würden bald enthüllt, und am 11. Februar werde das Album eingeladenen Medien in Stockholm vorgespielt. Am 27. Februar kündigte die Band an, dass die Aufnahmen fertiggestellt und gemastert seien, und wies erneut auf kommende, weitere Informationen zu Serpent Sermon hin. Am 8. März folgten die Daten der US-Auftritte mit Weapon, 1349 und Withered im Zuge der Serpent Sermon World Tour, und am 19. März die Titelliste sowie die geplanten Veröffentlichungsdaten: der 25. Mai für Deutschland, Österreich, die Schweiz und Norwegen, der 28. Mai für das Vereinigte Königreich, die Benelux-Länder, Frankreich, Griechenland, Dänemark, Portugal und den Rest Europas, der 29. Mai für Spanien und Italien, der 30. Mai für Schweden, Finnland und Ungarn, der 1. Juni für Australien und Neuseeland, und der 5. Juni für die Vereinigten Staaten und Kanada.
Am 21. März wurde die Single Souls for Belial angekündigt, die in der April-Ausgabe des Sweden Rock erscheinen solle und ein Cover von Woven Hands Oil on Panel enthalte; die CD-Version sei nur den Abonnenten der Zeitschrift zugänglich, eine auf 1000 Exemplare limitierte 7”-Vinyl-Version solle weltweit vertrieben werden und in der zweiten Hälfte des Aprils erscheinen. Die Aufnahme von Oil on Panel entstand zusammen mit denen zum Album. Am 26. März wurde M.A.M.M.O.N. vom kommenden Album auf der Seite des deutschen Metal Hammer zum Anhören bereitgestellt, worauf die Band am 28. März hinwies.
Am 13. April wurde die Veröffentlichung der Sweden-Rock-Ausgabe mit der Marduk-Single angekündigt und erneut auf ihren exklusiven Vertrieb zusammen mit dem Magazin sowie auf die geplante 7”-Vinyl-Version hingewiesen. Am 25. April folgte die Meldung, dass die Band die Aufnahmen zu einem Musikvideo zu Souls for Belial fertiggestellt habe und dieses Anfang Mai bereitgestellt werde; am 9. Mai kündigte die Band an, das Video um 19 Uhr mitteleuropäischer Zeit über ihren offiziellen YouTube-Kanal hochzuladen.
Am 30. Mai kündigte die Band an, dass Serpent Sermon am gleichen Tag erscheine, wies auf unterschiedliche Formate der Veröffentlichung hin, und zitierte Pressestimmen zum Album.

## Versionen
Serpent Sermon wurde in der Standardversion als Jewelcase veröffentlicht, außerdem als Deluxe-Mediabook-CD  mit 40-seitigem Beiheft und dem Bonustitel Coram Satanae, als Deluxe-LP mit 180 Gramm schwerem Vinyl, Klapp-Cover und großem, zwölfseitigem LP-Beiheft, sowie als digitale Version zum Herunterladen. Über cmdistro.com ist außerdem eine auf 300 Exemplare limitierte, exklusive Pressung auf dunkelrotem Vinyl mit zusätzlicher, exklusiver, ebenfalls dunkelroter 7”-EP mit dem Bonustitel Coram Satanae erhältlich.

## Titelliste
1. Serpent Sermon – 4:38
2. Messianic Pestilence – 2:50
3. Souls for Belial – 4:47
4. Into Second Death – 5:51
5. Temple of Decay – 5:25
6. Damnation’s Gold – 6:48
7. Hail Mary (Piss-soaked Genuflexion) – 3:27
8. M.A.M.M.O.N. – 3:30
9. Gospel of the Worm – 2:37
10. World of Blades – 7:09

## Gestaltung
Das Cover „ist im Vergleich zu vorangegangenen MARDUK-Scheiben deutlich primitiver ausgefallen“ und stellt einen anonymen Teufel oder Dämon dar.

## Musikstil und Texte
Serpent Sermon ist abwechslungsreicher als Marduks vorige Alben, beispielsweise Into Second Death „mit einer eingängigen Mischung aus Thrash und doomiger Epik“.
Auf Serpent Sermon wird „ein alternativer Tag des Jüngsten Gerichts besungen“, womit laut des Gitarristen Morgan Steinmeyer Håkansson „eine Art Querverbindung“ zum vorigen Album Wormwood besteht, das „eher auf Todesszenen unterschiedlichster Ausprägung“ basierte. Håkansson beschreibt Serpent Sermon als „Gospel, der auf der biblischen Idee der ewigen Verdammnis beruht“. Behandelt werden das Jenseits, die dortigen Bestrafungen und die Kontrolle des Teufels über organisierte Religionen und deren Führer. Es bestehe jedoch kein zusammenhängendes Konzept.

## Kritiken
Die Band zitiert im Netz einige lobende Kritiken der internationalen Presse; dem belgischen Rock Tribune halte die Band sich auch nach 22 Jahren, dem Sweden Rock zufolge sei sie gegen das Altern immun. Das niederländische Aardschok und das finnische Inferno bezeichnen Marduk als allen anderen Black-Metal-Bands überlegen, das italienische Rock Hard bezeichnete Serpent Sermon als „Marduks definitives Album“ und als „Meisterwerk“, das schwedische Close Up sieht die Veröffentlichung als „möglicherweise mächtigstes Black-Metal-Album des Jahres“ an. Dem britischen Terrorizer zufolge ist „vitriolisches Feuer und Schwefel […] in höchstem Maße vorhanden und [Serpent Sermons] giftiger Biss wirksam“. Das US-amerikanische Revolver Magazine bezeichnete das Album als Rückkehr zur Form und dem lyrischen „Blitzkrieg gegen die Lehren des Christentums“.
Christian Wachter urteilte im Legacy, frühere Marduk-Veröffentlichungen seien „kaum wirklich spannende Angelegenheiten“ gewesen, mit Mortuus habe eine „Korrektur in Richtung eines interessanten, weil auch gelegentlich moderateren, wenngleich nicht weniger düsteren Songwritings“ eingesetzt, die auch auf Serpent Sermon fortgesetzt werde; das Album biete mehr Abwechslung, die Band zeige keine Abnutzungserscheinungen. Wachter gab Serpent Sermon 13 Punkte.